# Joakim Skovgaard
Joakim Fredrik Skovgaard (Copenaghen, 1856 – 1933) è stato un pittore danese.
Figlio del grande pittore Peter Christian Skovgaard, fu docente all'Accademia delle belle arti di Copenaghen dal 1909. Dapprima paesaggista, divenne pittore storico e religioso, tantoché gli fu affidata la decorazione della cattedrale di Viborg.